# 高筱贝
高筱貝（1997年8月10日—），本名高淋浩，字“筱貝”，身高191cm，粉絲名為“小貝殻”。

## 经历
高筱貝于2009年入德云藝術傳習社，2016年8月30日，拜师成为“筱”字輩成员，與搭檔侯筱樓同為德云一队演員。

## 演出相關

#### 常駐综艺
| 首播日期 | 首播日期         | 電視臺   | 節目名稱             | 備註 |
| 2020年   | 8月27日-10月30日 | 騰訊視頻 | 《德云鬥笑社第一季》 | 助手 |
| 2021年   | 2月13日-15日     | 天津衛視 | 《青春德雲社》       |      |
| 2021年   | 8月20日-10月24日 | 騰訊視頻 | 《德云鬥笑社第二季》 | 助手 |

## 外部連結
- 高筱贝的新浪微博

| 从师   | 辈分   | 收徒 |
| 欒云平 | 第十代 | —    |